# Konstanze Feindt Eißner
Konstanze Feindt Eißner (* 16. Dezember 1966 in Dresden) ist eine deutsche Bildhauerin und Zeichnerin.

## Leben
An der Hochschule für Bildende Künste Dresden (HfBK) begann Konstanze Feindt Eißner 1982 ein Abendstudium für Grafik, wechselte dort nach einem Jahr in den Bereich Bildhauerei des Abendstudiums. Das Studium schloss sie 1986 ab. Von 1986 bis 1989 studierte sie Plastik an der HfBK und erhielt 1991 ihr Diplom.
1993 begann sie ihre freiberufliche Arbeit als Bildhauerin, Malerin und Zeichnerin. Von 1999 bis 2004 war sie Mitglied der Künstlerinnengruppe Dresdner Sezession 89. Seit 1990 ist sie Mitglied im Bundesverband Bildender Künstlerinnen und Künstler. Von 1996 bis 2001 engagierte sie sich im Vorstand des Dresdner Künstlerbundes.
2006 bis 2010 studierte sie an der Akademie ALH Hann Psychotherapie (HP). 2008 schloss sie das Zusatz-Studium Systemische Kunsttherapie nach dreijähriger Ausbildung am Institut für Kunsttherapie AKM Dresden-Weißig ab, wo sie seit dem regelmäßig Lehraufträge ausführte.
2010 schuf sie die Preisfigur in Bronze für den Internationalen Dresdner Friedenspreis, der bis 2019 jährlich vom Verein „Friends of Dresden Deutschland“ vergeben wurde. Erster Preisträger war der Friedensnobelpreisträger Michail Gorbatschow. Seit 2024 wird er wieder mit der von Konstanze Feindt Eißner geschaffenen Bronzefigur an namhafte Personen überreicht. 2024 erhielt ihn Julija Nawalnaja stellvertretend für ihren in einem Straflager verstorbenen Mann Alexei Nawalny.
Konstanze Feindt Eißner arbeitet überwiegend mit den Materialien Marmor, Sandstein und weiteren Natursteinen, aber auch mit Ton und Bronze. Skulpturen entstehen u. a. für den öffentlichen Raum, für Skulpturengärten, Grabanlagen, Gärten und Innenräume. Sie lebt und arbeitet in Dresden und hat zwei erwachsene Kinder.

## Ausstellungen
Konstanze Feindt Eißner stellt seit 1992 in zahlreichen Galerien in Dresden, Berlin, Baden-Baden, Bautzen, Brandenburg an der Havel, Bensheim, Bad Salzhausen, Wrocław, Chemnitz, Córdoba (Argentinien), Erlangen, Grimma, Güstrow, Görlitz, Laas (Südtirol), Mauerbach bei Wien, München, Prag, Frick/Schweiz, Laufenburg AG/Schweiz u. a. Städten aus.

## Kunst im öffentlichen Raum

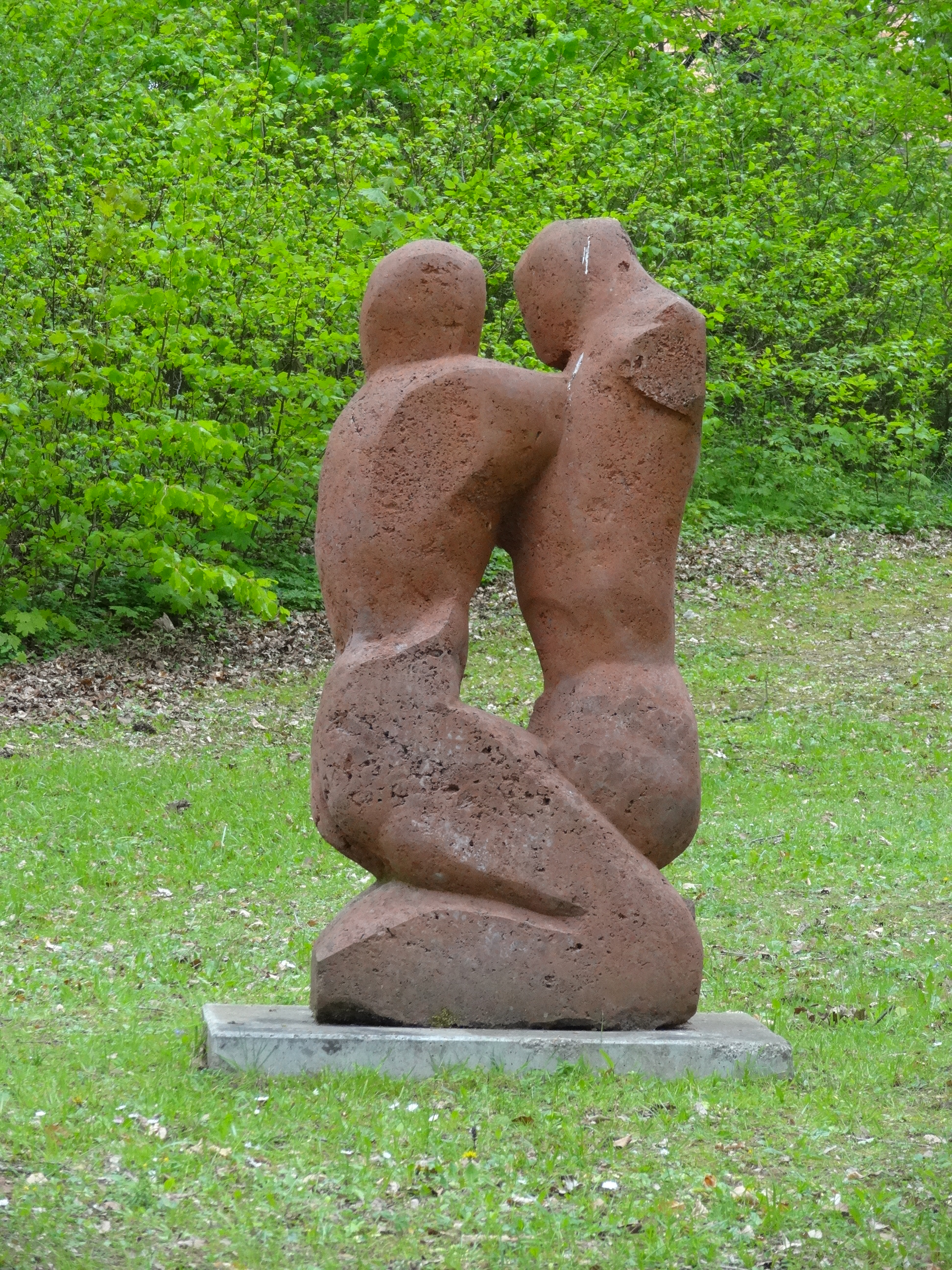
„Gespräch“, Michelnauer Tuff, 2013, Kurpark Bad Salzhausen

- Skulpturensammlungen der Staatlichen Kunstsammlungen Dresden
- Kupferstichkabinett Dresden
- Städtische Galerie Dresden
- Grabanlagen:
  - Dresden: Striesener Friedhof (2 Gemeinschaftsgrabanlagen mit Bronzereliefs und 2 Sandsteinskulpturen auf Privatgrab), Cottaer Friedhof (Großplastik auf dem zentralen Weg), Loschwitzer Friedhof, Markusfriedhof; Zschachwitzer Friedhof: Gedenkstätte für ungeborenes Leben (2005) und Grabrelief (Bronze) an Privatgrab, 2012, Trinitatisfriedhof: Zweiteiliges Bronzerelief und 1 Marmorfigur (2006), Friedhof Graupa/Pirna: Sandsteinskulptur, 2005,
  - Berlin: Wilmersdorfer Friedhof, Bronzerelief

Skulpturen-öffentlicher Raum (Auswahl):
- Bad Salzhausen/Nidda (Hessen): Skulpturenpark: 2 großformatige Skulpturen aus Michelnauer Tuff, 2013
- Skulpturengarten der Galerie Felix, Dresden
- Pirna: Denkmal für alle Opfer von Krieg, Gewalt und Vertreibung, 2003
- Limbach-Oberfrohna: Großplastik Träumende/Genießende, Bronze, 2003
- Heidenau: Einkehr, Sandstein, 2002
- Skulpturenpark der Volksbank Chemnitz, Chemnitz: Vergiss nicht Deine Träume, Sandstein
- Chemnitz/Kaßberg, Wohnanlage: Ankunft, Sandstein, 2018

Preisgestaltungen:
- 2010: Preisfigur (Bronze) für Dresden-Preis

## Preise
- 1995 Sächsischer Staatspreis für Design (Teampreis für ein Spielplatzprojekt im Reha-Zentrum für sehbehinderte Kinder, Chemnitz)
- 1999 1. Preis im Kunstwettbewerb Kunst am "Limbomar" der Stadt Limbach-Oberfrohna für eine Bronzefigur zur Vorplatzgestaltung des Freizeitbades
- 2002 Anerkennung im Ruth Leibnitz-Preis Wettbewerb Neue Sächsische Galerie Chemnitz
- 2003 1. Preis Kunstwettbewerb der Stadt Pirna für das von ihr geschaffene Denkmal  „Für die Opfer von Gewalt und Vertreibung“